# Bunomys
Bunomys é um gênero de roedores da família Muridae.

## Espécies
- Bunomys andrewsi (J. A. Allen, 1911)
- Bunomys chrysocomus (Hoffmann, 1887)
- Bunomys coelestis (Thomas, 1896)
- Bunomys fratrorum (Thomas, 1896)
- Bunomys heinrichi Tate & Archbold, 1935
- Bunomys penitus (Miller & Hollister, 1921)
- Bunomys prolatus Musser, 1991